# Igor Taro
Igor Taro (* 29. Mai 1968 in Võru) ist ein estnischer Unternehmer und Politiker. Er ist seit dem 25. März 2025 Innenminister der Republik Estland in der Koalitionsregierung von Ministerpräsident Kristen Michal. Taro gehört der liberalen Partei Eesti 200 an.

## Leben, Journalistik und Politik
Igor Taro legte 1999 sein Abitur am Kreutzwald-Gymnasium in seiner Heimatstadt Võru im Südosten Estlands ab. Er studierte Journalistik, zunächst von 1999 bis 2002 an der Universität Tartu, anschließend machte er seinen Abschluss an der Lomonossow-Universität in der russischen Hauptstadt Moskau mit einer Arbeit über die estnisch-russischen Beziehungen.
Als Journalist war Taro von 2002 bis 2006 als Moskau-Korrespondent des estnischen Boulevardblatts SL Õhtuleht tätig. Von 2006 bis 2009 leitete er die außenpolitische Redaktion der renommierten Tageszeitung Postimees. Von 2006 bis 2015 war Taro Chefredakteur der südestnischen Lokalzeitung Setomaa. Von 2010 bis 2015 war er außerdem als Südestland-Korrespondent des öffentlich-rechtlichen estnischen Hörfunks und Fernsehens (ERR) tätig.
Bei der Parlamentswahl 2015 kandidierte er für die konservative IRL, verpasste aber den Einzug in den Riigikogu.
Nach einer Tätigkeit in der Tourismusbranche 2015/2016 war Taro 2016/2017 Landrat des Kreises Põlvamaa. Von 2017 bis 2023 gehörte er dem Gemeinderat von Põlva an. Von 2019 bis 2025 war er in der Privatwirtschaft tätig.
2018 war Taro einer der Mitbegründer der neuen liberalen Partei Eesti 200, die bei der Parlamentswahl im März 2023 erstmals in das estnische Parlament, den Riigikogu, einziehen konnte. Von 2023 bis 2025 war Taro Parlamentsabgeordneter. 2023/2024 war außerdem Generalsekretär seiner Partei.
Am 25. März 2025 wurde er nach dem Ausscheiden der estnischen Sozialdemokraten ineuer Innenminister der Republik Estland in der Koalitionsregierung von Ministerpräsident Kristen Michal.
Taro gehört auch dem Freiwilligenverband der estnischen Streitkräfte (Kaitseliit) an.

## Privatleben
Igor Taro ist verheiratet. Er hat vier Kinder.